# Bengt Sjöberg (affärsman)
Bengt Olof Sjöberg, född 21 oktober 1949 i Bro socken i Bohuslän, död 17 januari 2017, var en svensk affärsman.
Efter att ha utbildat sig till ekonom på Handelshögskolan i Göteborg och tjänstgjort på handelssekretariaten i Prag och Jeddah flyttade han 1977 till Hongkong som chef för ASG:s fjärran östernverksamhet. När ASG sålde sin fjärran östernverksamhet övertog Bengt Sjöberg denna och utvecklade den vidare bland annat på den expanderande kinesiska marknaden. Dotterbolag etablerades i Sverige och ett flertal länder i Europa. År 2012 såldes koncernen till Nippon Express Ltd men Bengt Sjöberg var fortsatt engagerad i verksamheten fram till slutet av 2015.
När Bengt Sjöberg diagnosticerades med cancer i början av 2016 beslöt han att instifta Sjöbergstiftelsen för att främja forskningen inom cancer, hälsa och miljö. I samband med instiftandet donerade Bengt Sjöberg större delen av sin förmögenhet, cirka två miljarder kronor till stiftelsen, en av de största donationerna i Sveriges historia.